# Gromphadorhina oblongonota
Gromphadorhina oblongonota (лат.) — вид тараканов, один из четырёх видов рода Gromphadorhina.

## Распространение
Обитают на острове Мадагаскар в Индийском океане у восточного побережья Африки, как и остальные члены трибы Gromphadorhini. Предпочитают тёплый влажный климат — 20-25˚С. Более высокие температуры увеличивают скорость воспроизводства. Шипящие тараканы Мадагаскара не являются вредителями и не обитают в жилищах людей. Насекомые живут преимущественно в лесах под стволами упавших деревьев, где прячутся в прошлогодней листве. Тараканы детритофаги — они всеядны. Недавнее исследование учёных показало, что вид обладает более развитой дыхательной системой .

## Описание
Представители вида Gromphadorhina oblongonota значительно крупнее и несколько темнее, чем Gromphadorhina portentosa, с которыми их часто путают. Gromphadorhina oblongonota крупный и агрессивный вид мадагаскарских тараканов. Размер взрослых особей от двух (самки) до четырёх (самцы) с половиной сантиметров. Большие тараканы с головой, грудной клеткой, брюшком и шестью ногами. По мере приближения к брюшку цвет варьируется от чёрного до тёмно-коричневого, на ногах есть маленькие шипы. Ноги снабжены подушечками и крючками, с помощью которых они могут взбираться даже по гладкому стеклу. В отличие от большинства тараканов, они бескрылые. У самцов шипящего таракана спереди на спинке ближе к голове есть два выступа, так называемые «рога».
Самки яйцекладущие, но рожают живых детёнышей. Между полами есть различия: если у самцов наросты напоминают миниатюрные рога, то у самок только маленькие «шишки», поэтому пол легко можно идентифицировать. Усики самцов волосатые, а у самки они относительно гладкие. Поведение самцов и самок также различается: самцы агрессивны, самки — нет. 
Звуки
Шипение играет важную роль в жизни тараканов. Оно отпугивает хищников и используется во время взаимодействия самцов. Победившая особь шипит громче, чем проигравший. Шипение самцов также содержит информацию о размере и может служить оценкой противника. Самцы различают шипение знакомых самцов и незнакомцев. Шипение довольно громкое, и может быть услышано людьми. Хотя этот вид в основном ведет ночной образ жизни, можно увидеть, как самцы дерутся днём. Они также шипят во время ухаживания за самками. Такое поведение — использование силы и звука — необычно для насекомых. Хотя шипение играет важную роль в иерархии колоний во время спаривания взрослых самцов, самки и молодые особи постарше шипят только тогда, когда их потревожат. Это единственный случай шипения, производимый самками и детками. В то время как многие насекомые используют звук, мадагаскарский шипящий таракан обладает уникальным способом издавать шипение: насекомое производит звук, принудительно вытесняя воздух через пару модифицированных брюшных дыхалец — дыхательные поры, которые являются частью дыхательной системы насекомых. Поскольку дыхательные пути участвуют в дыхании, этот метод звукоизвлечения более типичен для позвоночных животных. В отличие от них, большинство других насекомых издают звук, потирая части тела (например, сверчки) или вибрируя мембрану (например, цикады).

## Размножение
Размножение происходит круглый год. Самки выделяют феромоны, когда готовы к спариванию. Самцы шипят, чтобы привлечь самок и устрашить соперников. Соперники врезаются друг в друга рогами, словно бодаются, или толкаются брюшками, стараясь перевернуть противника на спину. В соревнованиях обычно побеждает более крупный самец, более мелкие избегают драки, если видят, что у соперника явное физическое преимущество.  
Самки формируют яйцевидную полость (оотеку), которая развивается в брюшке около 60 дней и содержит от 30 до 100 яиц. Яйца раскрываются внутри самки, а личинки выбрасываются наружу. Они белые, иногда с крапинками, пока экзоскелет не затвердеет и не потемнеет. Вначале питаются густым секретом, выделяемым самкой. При неблагоприятных условиях — скученности или недостатке питания, самки могут «прервать» или изгнать частично развитую яйцеклетку. Размножение также тормозится, если температура внешней среды ниже 25-26 градусов. Молодые тараканы проходят несколько возрастных стадий до достижения половой зрелости, линяя и меняя экзоскелет шесть раз, что занимает около 6-10 месяцев. На развитие в значительной степени влияют температура, влажность, а также качество питания. В шесть—семь месяцев тараканы становятся половозрелыми.

## Взаимоотношения с природой и человеком
В природе насекомые разлагают растительные остатки, являются важным источником пищи для других животных. Как и других представителей рода Gromphadorhina, этих тараканов содержат в неволе. Тараканов разводят и содержат для продажи, продолжительность жизни в неволе — от двух до пяти лет. Многие торговцы животными, не зная о наличии схожих видов, продают их как Gromphadorhina portentosa, либо торгуют их гибридами.